# Побачення (фільм, 1982)
У Вікіпедії є статті про інші фільми з назвою Побачення (фільм)
«Побачення» (рос. «Свидание») — український радянський художній фільм 1982 року режисера Олександра Ітигілова.

## Сюжет
Ділова жінка, Клавдія Олексіївна, приїжджає в рідне місто на відкриття філії інституту культури. У рідному місті вона зустрічає колишнього чоловіка...

## У ролях
- Ольга Матешко —  Клавдія Олексіївна
- Олександр Михайлов —  Іван
- Галина Макарова —  мати Клавдії
- Євген Буренков —  Михайло Панкратовіч
- Пантелеймон Кримов —  Святослав Савич
- Наталія Сайко —  Калерія Петрівна
- Сергій Никоненко —  Марчевський
- Олена Зубович —  Ірина
- Валентина Ананьїна — епізод
- Людмила Зверховська — епізод

## Творча група
- Автор сценарію: Леонід Зорін
- Режисер-постановник: Олександр Ітигілов
- Оператор-постановник: Богдан Вержбицький
- Художник-постановник: Юрій Муллер
- Композитор: В'ячеслав Артьомов
- Звукооператор: Віктор Брюнчугін
- Режисери: Анатолій Кучеренко, Вітольд Янпавліс
- Оператори: А. Найда, П. Пастухов
- Художники: по костюмах — Галина Фоміна; по гриму — Галина Тишлек
- Оператор комбінованих зйомок: Микола Шабаєв
- Асистент оператора: Ігор Мамай
- Редактор: А. Дементьєв
- Монтаж Олександра Голдабенко
- Директор картини: Микола Весна